# Макдоннелл, Чарли
Ча́рли Макдо́ннелл (англ. Charlie McDonnell, род. 1 октября 1990, Бат, Сомерсет, Англия, Великобритания) — английская сценаристка, кинематографистка, блогер, музыкант, писательница. Первый британский ютубер, достигший миллиона подписчиков. Состояла в музыкальных групп Chameleon Circuit, посвящённой сериалу «Доктор Кто», и Sons of Admirals.

## Ранние годы
Макдоннелл провёл детство в городе Бат, где жил со своей мамой Линдси, отцом Марком, младшей сестрой Брайди и братом Уильямом.

## Карьера на YouTube
Чарли начал вести видеоблог на YouTube в апреле 2007 года. Первое видео имело название «How To Get Featured on YouTube», завоевав внимание попаданием на главную страницу UK YouTube. Число просматривающих его ролики подскочило от 150 до более 4400 подписчиков всего за два дня. К августу 2010 у него уже более 500,000 подписчиков. Популярность роликов Макдоннелла в начале 2010 года достигла 4 миллионов просмотров в месяц. Всемирная служба Би-Би-Си назвала Макдоннела одним из самых успешных авторов за 5-летнюю историю YouTube.
15 июня 2011 года у Макдоннелла более миллиона подписчиков на YouTube — он первый из Великобритании, кто перешагнул порог в миллион подписчиков. В мае 2013 года канал достиг 2 миллионов подписчиков.
В 2015—2016 годах был соведущим утреннего шоу на YouTube «Cereal Time» вместе с ютубером Джимми Хиллом.
6 марта 2019 года объявил об уходе с YouTube и фокусировании на работе сценаристом.
В январе 2023 года Макдоннелл выложила на YouTube видео, в котором говорила о своей жизни и заявила: «Я трансгендерная женщина, мои местоимения — она/они, и я продолжаю использовать имя Чарли». Также она закрыла доступ ко всем предыдущим видео на канале. Ведёт стримы на Twitch.

## Личная жизнь
Макдоннелл называет себя атеистом.
В марте 2014 года Макдоннелл объявил о конце дружбы с Алексом Дэем, с которым работали вместе, после обвинений в сторону Дэя в сексуальном и эмоциональном манипулировании над женщинами и измене своим бывшим девушкам.
С 2017 года живёт в Канаде.
В октябре 2022 года Макдоннелл совершила трансгендерный каминг-аут в Instagram, использовав транс-флаг и заявив, что теперь будет использовать местоимения «она/они». В январе 2023 года также выложила видео на YouTube с каминг-аутом и сказала, что начала гормональную терапию в сентябре 2022 года.